# Salsa Nantua

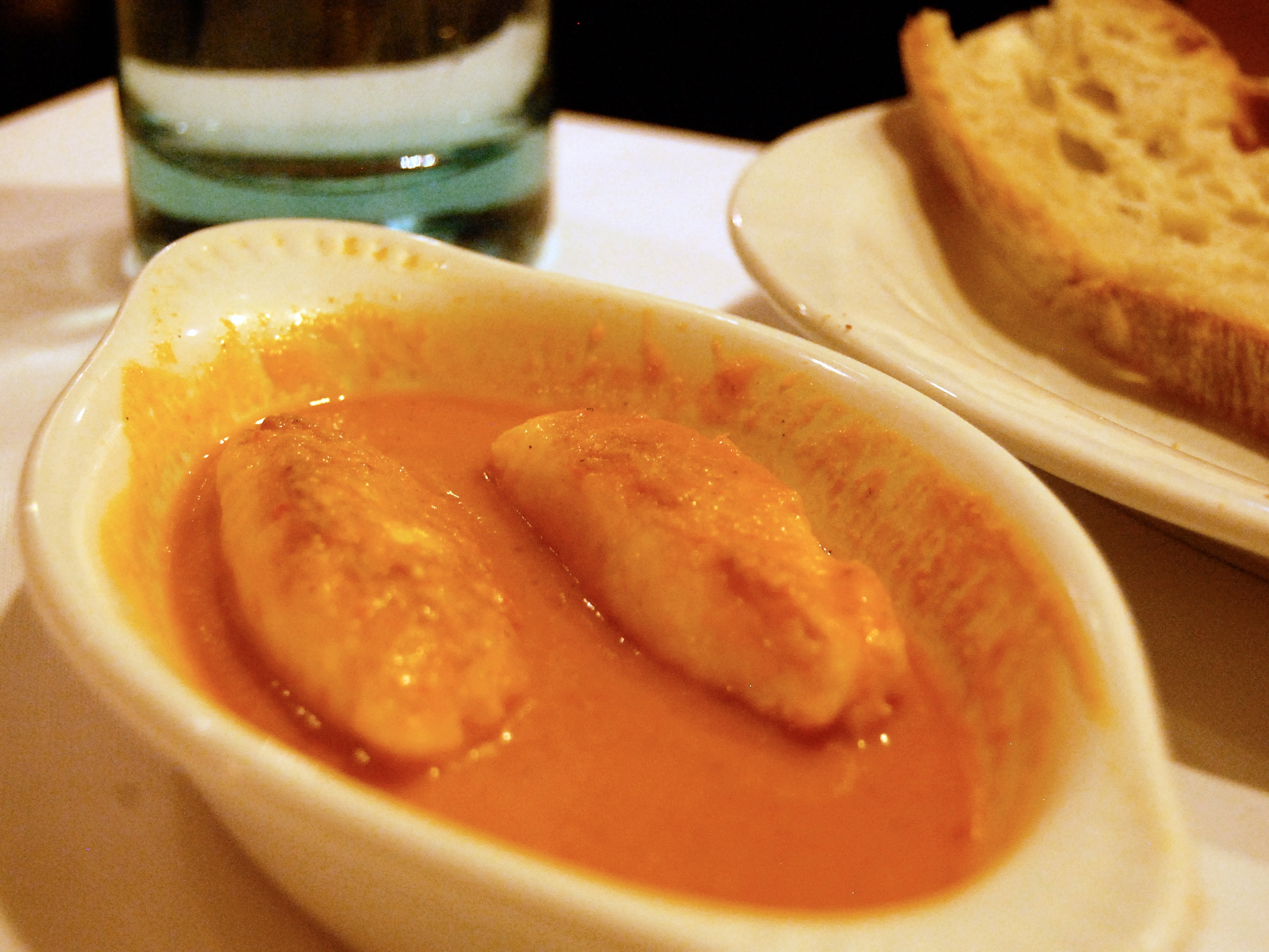
Quenelles de lucio con salsa Nantua.

La salsa Nantua es un tipo de salsa preparada a partir de una béchamel y una mantequilla de cangrejos.

## Receta
Se prepara una mantequilla de cangrejo, que se incorpora a una salsa bechamel, se agrega crema de leche, se condimenta con una pizca de nuez moscada, sal, pimienta, se calienta a fuego lento y revolviendo y finalmente se le echa un chorrito de cognac. Se sirve caliente.

## Información

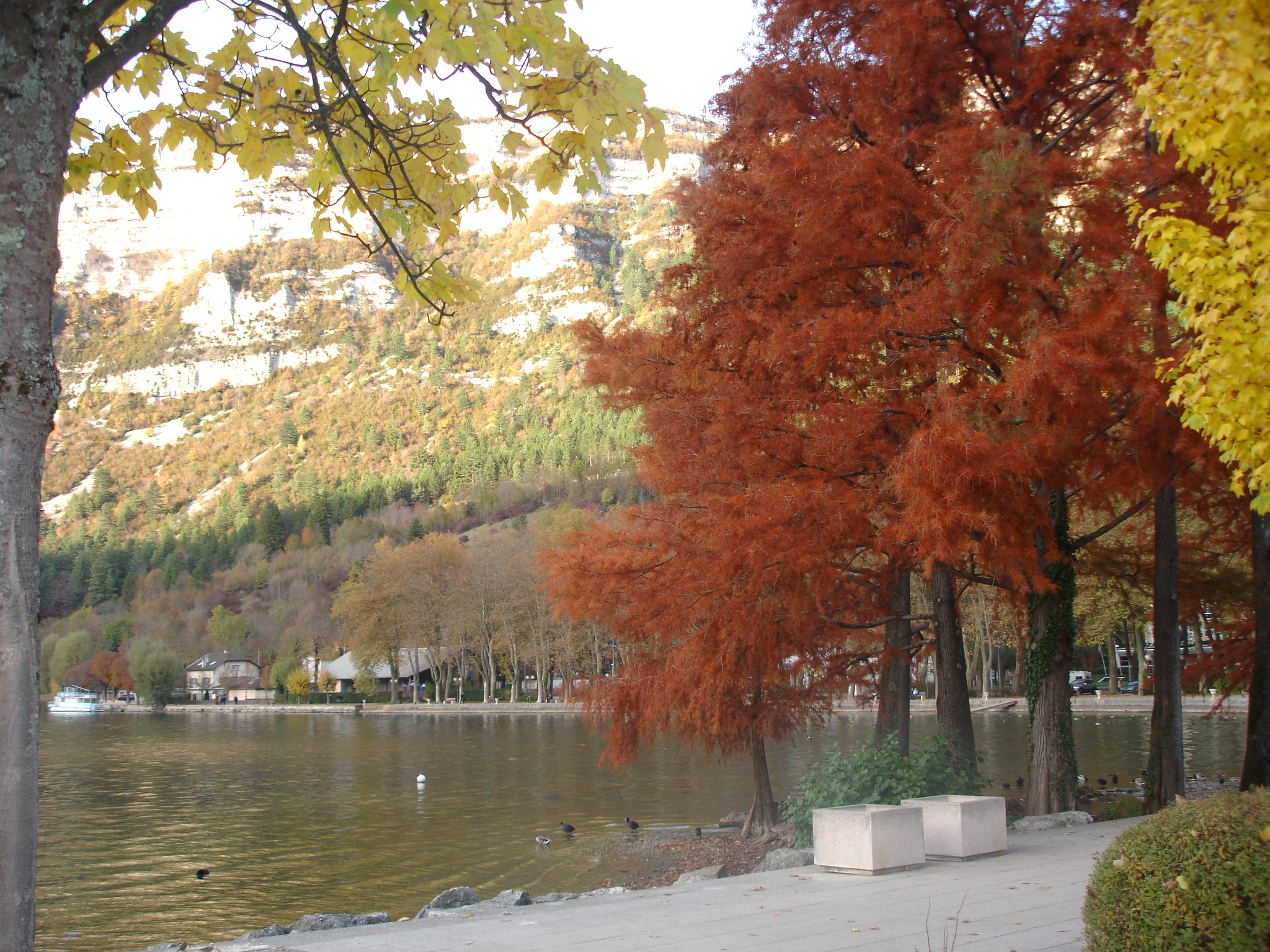
El lago de Nantua.

Esta salsa se suele utilizar caliente como acompañamiento de quenelles de lucio, y de pescados  blancos, huevos pochés y arroz.
Su nombre proviene de la localidad de Nantua, ubicada a la orilla del lago del mismo  nombre, en el departamento de Ain, en el este de Francia.
Tradicionalmente la salsa Nantua se prepara con los cangrejos Astacus (cangrejos de patas rojas) que abundan en los cursos de agua y los  lagos de  Bugey y que se alimentan de "la carne de sobra que queda en las pieles que curtidores dejar en remojo
Los quenelles con salsa Nantua forman parte de la gastronomía de la zona de Lyon.